# Сальський район
Са́льський райо́н (рос. Сальский район) — район у південній частині Ростовської області Російської Федерації. Адміністративний центр — місто Сальськ.

## Географія
Район розташований у центрально-південній частині області. На півночі межує із Пролетарським районом, на північному заході — із Зерноградським та Веселівським, на заході — із Цілинським, на південному заході — із Піщанокопським районом, на південному сході має кордон із Калмикією.

## Історія
Сальський район був утворений 1924 року як Воронцово-Ніколаєвський район з центром у селі Воронцово-Ніколаєвське. 1930 року район перейменовано на сучасну назву, а центр перенесли до міста Сальськ. 1935 року район було роздрібнено за рахунок від'єднання менших районів. У період 1963–1965 років до району було приєднано територію скасованого Піщанокопського району.

## Населення
Населення району становить 105779 осіб (2013; 107795 в 2010).

## Адміністративний поділ
Район адміністративно поділяється на 1 міське та 10 сільських поселень, які об'єднують 1 місто та 53 сільських населених пункти:
| Поселення                             | Площа, км² | Населення, осіб (2010) | Центр                      | Населені пункти |
| ------------------------------------- | ---------- | ---------------------- | -------------------------- | --------------- |
| Будьонновське сільське поселення      | -          | 3754                   | Конезавод імені Будьонного | 6               |
| Гігантівське сільське поселення       | -          | 16009                  | Гігант                     | 16              |
| Єкатериновське сільське поселення     | -          | 4511                   | Єкатериновка               | 4               |
| Івановське сільське поселення         | -          | 1773                   | Івановка                   | 3               |
| Кручено-Балківське сільське поселення | -          | 3609                   | Кручена Балка              | 6               |
| Маницьке сільське поселення           | -          | 1838                   | Степний Курган             | 5               |
| Новоєгорлицьке сільське поселення     | -          | 4300                   | Новий Єгорлик              | 2               |
| Рибасовське сільське поселення        | -          | 1627                   | Рибасово                   | 4               |
| Сальське міське поселення             | -          | 61316                  | Сальськ                    | 1               |
| Сандатовське сільське поселення       | -          | 5139                   | Сандата                    | 3               |
| Юловське сільське поселення           | -          | 3919                   | Юловський                  | 4               |

### Найбільші населені пункти
| №  | Населений пункт            | Населення, осіб (2010) |
| -- | -------------------------- | ---------------------- |
| 1  | Сальськ                    | 61 316                 |
| 2  | Гігант                     | 10 249                 |
| 3  | Сандата                    | 3 658                  |
| 4  | Новий Єгорлик              | 3 261                  |
| 5  | Конезавод імені Будьонного | 2 328                  |
| 6  | Єкатериновка               | 1 973                  |
| 7  | Кручена Балка              | 1 838                  |
| 8  | Юловський                  | 1 751                  |
| 9  | Івановка                   | 1 720                  |
| 10 | Шаблієвка                  | 1 375                  |
| 11 | Білозерний                 | 1 360                  |
| 12 | Березовка                  | 1 341                  |
| 13 | Сіятель Сєверний           | 1 218                  |
| 14 | Степний Курган             | 1 045                  |
| 15 | Романовка                  | 1 039                  |
| 16 | Новоселий 1-й              | 1 032                  |

## Економіка
Район є сільськогосподарським, де займаються вирощуванням зернових, технічних культур та тваринництвом. Розвивається також переробна промисловість сільськогосподарської продукції, машинобудування, виробництво стінових матеріалів. Сальськ є значним залізничним вузлом.